# Frederik de Cox van Hommelen
Jonkheer Frederik Godfried Gaspar de Cox van Hommelen (Hasselt, 19 februari 1753 - Runkst, 2 januari 1823) was een Zuid-Nederlandse edelman.

## Levensloop
Frederik Cox was een zoon van Godfried Cox en Aldegonde Wilsens. Godfried was heer van Hommelen en schepen van het gerechtshof van het graafschap Loon.
Over de activiteiten van Frederik Cox tijdens het ancien régime, tijdens de revolutiejaren en onder het Franse keizerrijk is nauwelijks iets bekend. In 1816 werd hij erkend in de erfelijke adel en benoemd in de Ridderschap van de provincie Limburg onder de naam de Cox de (of: van) Hommelen. Hij werd ook lid van de Provinciale Staten van Limburg en werd gemeenteraadslid van Hasselt. Hij behoorde tot de hoogste belastingbetalers van Hasselt en in 1794-95 bouwde hij een nieuw kasteel in Runkst. Hij bezat ook het Clutshof in Hommelen.
Hij trouwde in 1785 met Maria Catharina Isabella Margareta de Libotton (Luik, 1753-1818). Ze kregen drie kinderen. De enige zoon, Nicolas de Cox (1786-1837), was de laatste van deze familie en met zijn dood stierf de familie uit.

## Voetnota
1. ↑  Dit kasteel, in 1794-95 door hem gebouwd, werd in 1870 eigendom van de Hasseltse jeneverstokers Nijs en in 1904 van de familie Fryns. In 1971 kocht de bouwondernemer Constant Kumpen het en liet het ingrijpend verbouwen. (Kasteel Fryns Hasel Hasselt). Gearchiveerd op 11 juli 2023.